# Marlow F.C.
Marlow Football Club er en engelsk fodboldklub i Marlow, Buckinghamshire. Det er den eneste engelske klub, der har ansøgt om deltagelse i FA Cup'en hver eneste sæson siden turneringens begyndelse i 1871.

## Historie
Marlow FC blev oprettet ved et møde på Compleat Angler Hotel den 22. november 1870. Cuthbert Ottaway, Englands fodboldlandsholds første anfører, spillede for "The Blues" i begyndelsen af klubbens historie. I sæsonen 1871-72 spillede klubben i den allerførste FA Cup-turnering, hvor den tabte 0-2 til Maidenhead. I 1881–82 nåede klubben semifinalen, hvor den tabte 0-5 til Old Etonians. I løbet af 1890'erne var klubben en overgang kendt under navnet Great Marlow, og i 1894 afslog den en mulighed for at blive optaget i Southern League for at kunne forblive amatører, og pladsen i Southern League gik i stedet til Tottenham Hotspur. I stedet blev klubben i 1908 optaget i Spartan League, men den trak sig igen midtvejs gennem dens tredje sæson i ligaen.
I 1919 forlod Marlow FC sin hjemmebane, Crown Meadow, til fordel for Star Meadow, hvilket betød at klubben forlod Great Western Suburban League og gled ned i Reading League. I 1928 flyttede den til en ny hjemmebane, der blev opkaldt efter Alfred Davis, klubbens sekretær igennem mange år. Den genindtrådte i Spartan League i 1928, hvor den vandt Division Two West i 1929-30. I 1965 blev klubben optaget i Division Two i Athenian League, og den blev rykket op i Division One efter at være sluttet på tredjepladsen i 1970-71. Da Athenean Leauge lukkede i 1984, blev klubben i stedet optaget i Division Two North i Isthmian League. Den efterfølgende sæson blev den overflyttet til Division Two South, og i sæsonen 1986-87 sluttede den på andenpladsen og blev rykket op i Division One. Den følgende sæson vandt den Division One og blev rykket op i Premier Division.
I 1991-92 spillede klubben sig for første gang siden 1892 frem til første runde af FA Cup'en men tabte 0-1 til West Bromwich Albion. Den følgende sæson nåede Marlow helt frem til tredje runde af FA Cup. Holdet skulle møde Tottenham på hjemmebane, men kampen blev flyttet til White Hart Lane, hvor Marlow tabte 1-5. To sæsoner senere nåede klubben endnu en gang tredje runde, bl.a. efter sejr over Oxford United i første runde, inden den tabte 0-2 på udebane til Swindon Town i tredje runde. Klubben forblev i Premier Division, indtil den blev nedrykket efter sæsonen 1994-95. To sæsoner senere blev klubben nedrykket igen. I 2004 blev den overflyttet til Division One West i Southern League, og den blev senere overflyttet til Division One Central. i 2012 rykkede den endnu en gang ned, denne gang til Hellenic League.

## Bedrifter

### Titler
- Isthmian League Division One
  - Mestre (1): 1987-88
- Spartan League[6]
  - Mestre (1): 1937-38
- Spartan League Division Two West
  - Mestre (1): 1929-30

### Klubrekorder
- Bedst ligaplacering: Nr. 3 i Isthmian League Premier Division, 1993-94
- Bedste resultat i FA Cup'en: Semifinalist, 1881-82
- Bedste resultat i FA Amateur Cup: Semifinalist, 1896-97 og 1899-1900
- Bedste resultat i FA Trophy: Fjerde runde, 2003-04
- Bedste resultat i FA Vase: Femte runde, 1974-75 og 2000-01